# بيلي بروير
بيلي بروير (بالإنجليزية: Billy Brewer)‏ هو لاعب كرة قاعدة أمريكي، ولد في 15 أبريل 1968 في فورت وورث في الولايات المتحدة.

## وصلات خارجية
- بيلي بروير على موقع دوري كرة القاعدة الرئيسي (الإنجليزية)
- بيلي بروير على موقعبيزبول رفرنس.كوم (الدوري الرئيسي) (الإنجليزية)
- بيلي بروير على موقعبيزبول رفرنس.كوم (الدوري الثانوي) (الإنجليزية)
- بيلي بروير على موقع إي إس بي إن.كوم (أم.أل.بي) (الإنجليزية)
- بيلي بروير على موقع مشجعي الرسوم البيانية (الإنجليزية)